# Raisa O'Farrill
Raisa Mirelda O'Farrill Bolaños (San Diego del Valle, 17 de abril de 1972-La Habana, 30 de mayo de 2023) fue una jugadora de voleibol cubana.

## Carrera deportiva
Raisa O'Farrill nació el 17 de abril de 1972. Formó parte del Selección femenina de voleibol de Cuba y obtuvo doble medalla de oro en los Juegos Olímpicos de Verano de 1992 y los Juegos Olímpicos de Verano de 1996. También participó en el Campeonato Mundial Femenino de Voleibol FIVB de 1994 en Brasil.
Compitió junto a destacadas figuras tales como Mireya Luis, Regla Torres, Yumilka Ruiz, Mirka Francia y Taismary Agüero. A nivel de clubes, jugó con el «Villa Clara».
Se desempeñó además como profesora en la «Universidad de Ciencias de la Cultura Física y el Deporte Manuel Fajardo».

## Muerte
Tras padecer cáncer, Raisa O'Farrill falleció el 30 de mayo de 2023, a los 51 años.